# Héroes de la Unión Soviética en los sellos postales
Héroes de la Unión Soviética en los sellos postales es una serie filatélica centrada sobre todo en retratos e imágenes sobre personas con el título honorífico de Héroes de la Unión Soviética. Abarcan desde la época anterior y durante la Gran Guerra Patria o a la carrera espacial. Se emitió en gran parte durante la URSS y otras repúblicas emitieron sus propios sellos relacionados como la República Democrática Alemana (RDA). Después de su desaparición, se han emitido en Rusia y otros estados postsoviéticos como Azerbaiyán.

## Publicado por la Unión Soviética
Los héroes de la Unión Soviética en los sellos postales de la URSS representan la mayor parte de la colección publicada. Generalmente, se pueden dividir en temas de los años anteriores a la guerra dedicadas especialmente dedicadas a las expediciones polares; el período de la Gran Guerra Patria, dedicado en su mayoría a militares, héroes de guerra; y los años de la posguerra, cuando se asignó también a los cosmonautas o líderes de la URSS.

### Exploración polar
El 25 de enero de 1935 se publicó una serie de sellos postales dedicados a los héroes del épico rescate en el desastre del Cheliuskin, un peligroso y fallido viaje en barco de vapor para la exploración polar ocurrido en septiembre de 1933. Los sellos del Cheliuskin, fueron la primera serie que recoge las hazañas de los Héroes de la Unión Soviética ya que fueron también los primeros en recibir este título honorífico. El artista Vasili Zaviálov fue quién retrató en los sellos los primeros retratos y también algunos de los episodios de los rescates. Un sello de 5 copeicas está dedicado al primer héroe Anatoli Liapidevski, el sello muestra su aterrizaje con un Túpolev TB-1 ANT-4 en un témpano de hielo para rescatar a los exploradores del Cheliuskin. En un sello de 10 copicas, se representa a Siguizmund Levanevski y sobrevolando unas montañas nevadas en la bahía Koliúchinskaya. En el sello en la denominación de 15 copicas hay un retrato de Mavrikiy Slepniov y el momento del aterrizaje con el jefe de expedición Otto Schmidt gravemente enfermo en el avión. El piloto lo trasladó a la ciudad de Nome en Alaska para tener atención médica. Un sello con un valor nominal de 20 copicas representa a Iván Doronin, quien logró aterrizar en un esquí sin dañar el avión. La miniatura de 25 copicas está dedicada a Vodopyanov, quien logró completar tres vuelos al hielo en dos días (12 y 13 de abril). El momento del vuelo final y está impreso en el sello. En un sello de 30 copicas hay un retrato de Moloko, que usa su avión R-5 con la cola número "2", 39 personas fueron rescatasdas, y el momento del próximo aterrizaje en el aeródromo de hielo. El penúltimo sello en una serie de 40 copicas muestra un retrato de Nikolái Kamanin y uno de los últimos momentos del rescate del barco Cheliuskin cuando llega Zagorsky con perros al avión de Kamanin.

En marzo de 1939, se publicaron tres sellos de 20, 30 y 60 copecas de la temática con retratos de las primeras mujeres: Polina Osipenko, Marina Raskova y Valentina Grizodúbova. El motivo fue el vuelo en septiembre de 1938 para llegar a Komsomolsk, al este de la URSS cerca del océano Pacífico, desde Moscú, en un Túpolev ANT-37, un bombardero modificado con alta autonomía y apodado «Rodina» (del ruso: «patria»). Serían los últimos sellos de esta etapa.

Héroes de la Unión Soviética en los sellos postales anteriores a la Gran Guerra Patria
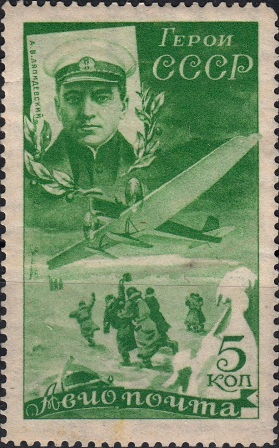
Serguéi Danilin, MMijaíl Grómov, Andréi Yumashev. CFA  No. 601, 1939.
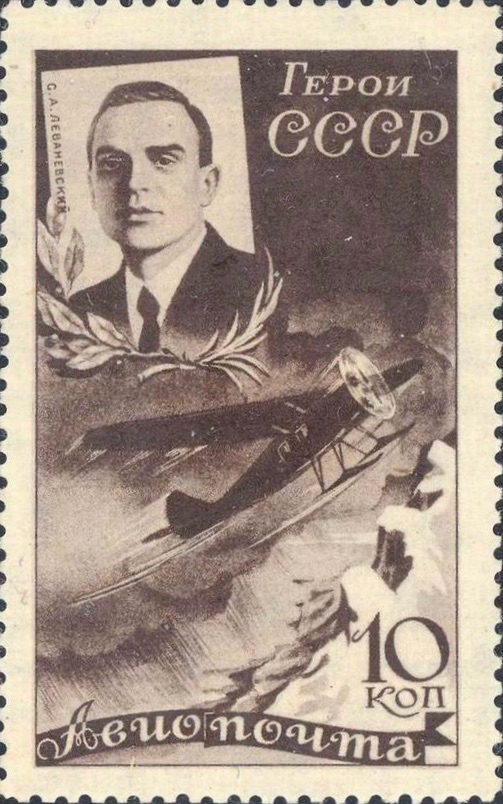
Sigizmund Levanevski, CFA  No.489, 1935.
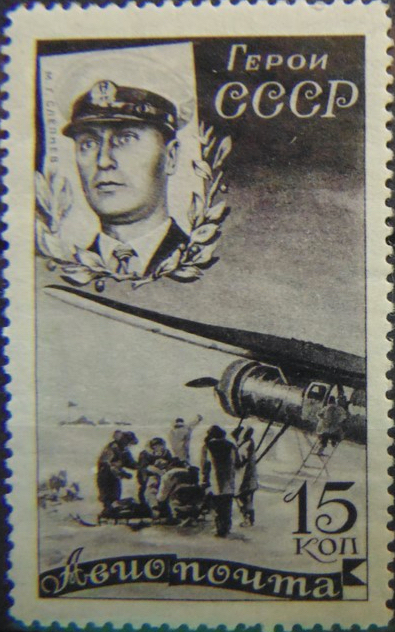
Mauricio Slepnev, CFA  No.490, 1935.
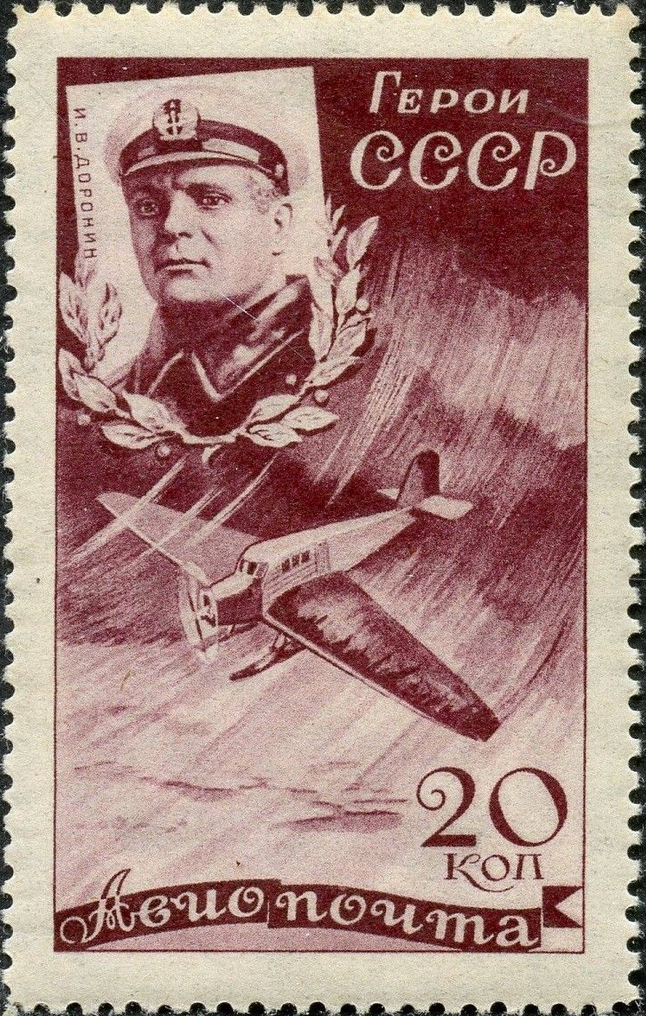
Iván Dorodin, CFA  No.491, 1935.
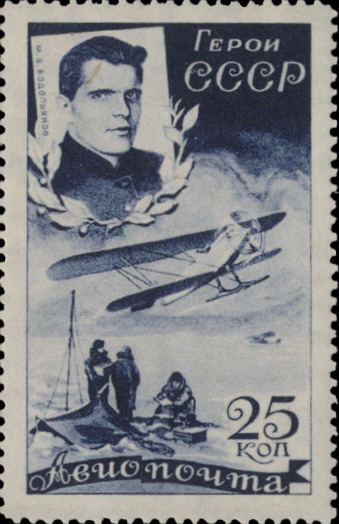
Mijaíl Vodopianov, CFA  No.492, 1935.
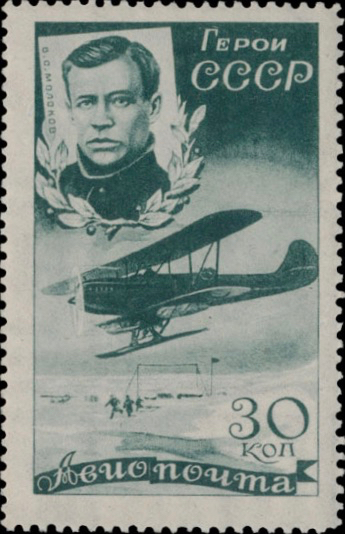
Vasily Molokov, CFA  No.493, 1935.
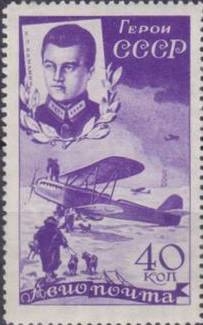
Nikolái Kamanin, CFA  No.494, 1935.
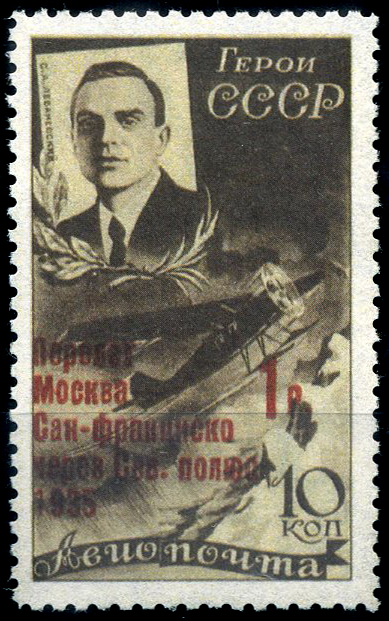
Sigizmund Levanevski, CFA  No.514, 1935.
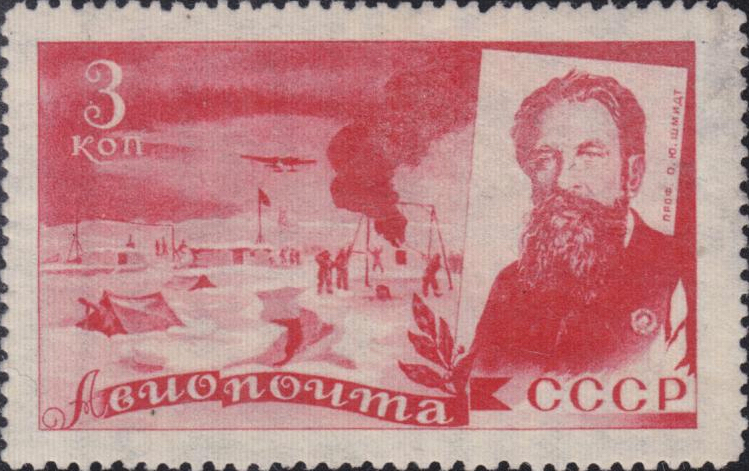
Otto Shmidt, CFA  No.487, 1935.
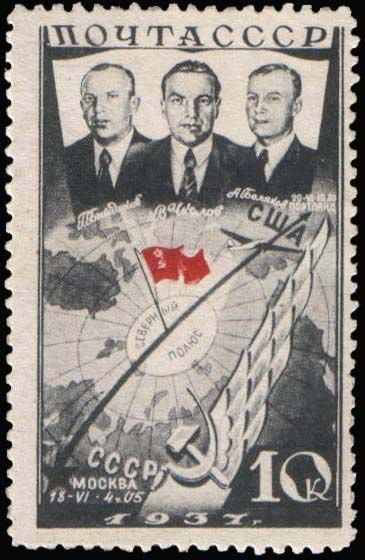
Georgy Baidukov , Alejandro Beliakov , Valeri Chkálov, CFA  No.595, 1938.
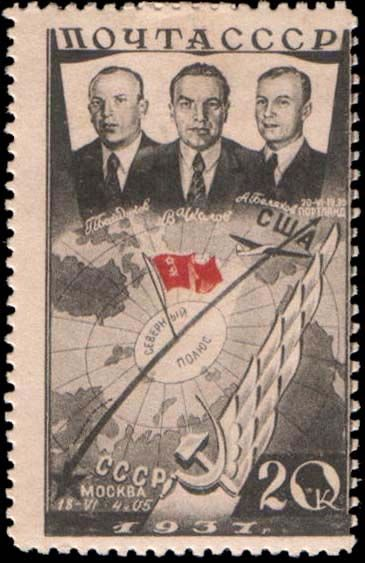
Gueorgi Baidukov , Alejandro Beliakov , Valeri Chkálov, CFA  No.596, 1938.
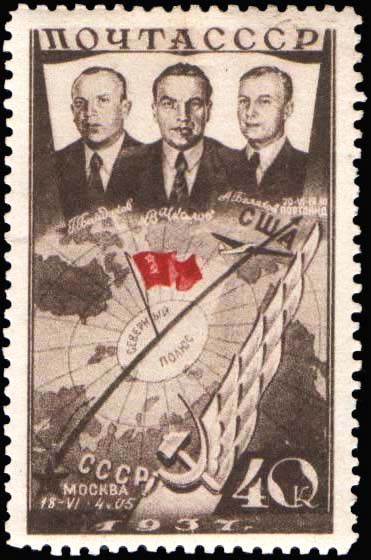
Gueorgi Baidukov , Alejandro Beliakov , Valeri Chkálov, CFA  No.597, 1938.
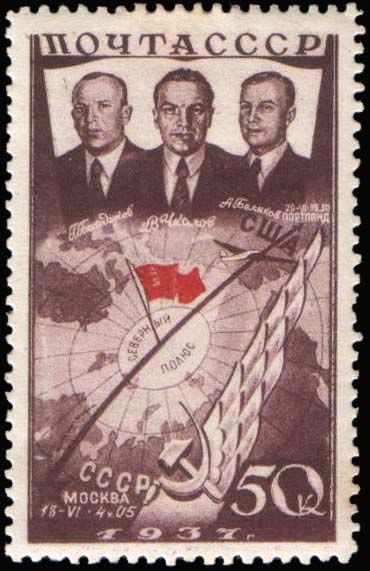
Gueorgi Baidukov , Alejandro Beliakov , Valeri Chkálov, CFA  No.598, 1938.
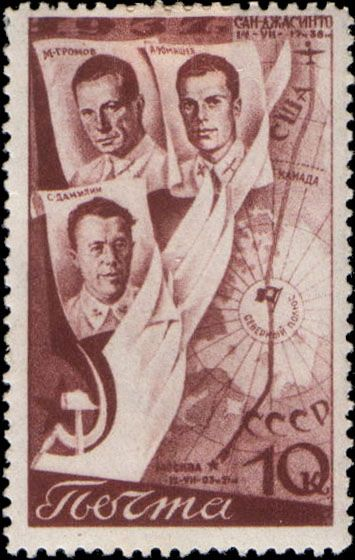
Gueorgi Baidukov , Alejandro Beliakov , Valeri Chkálov, CFA  No.599, 1938.
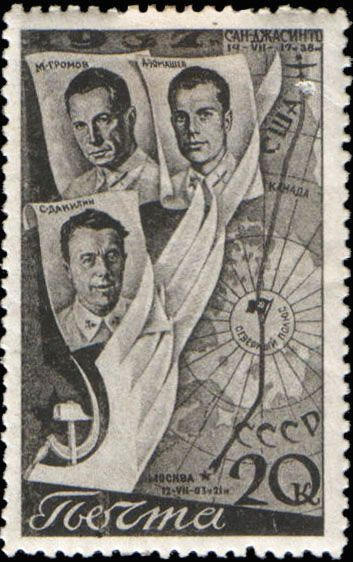
Gueorgi Baidukov , Alejandro Beliakov , Valeri Chkálov, CFA  No.599, 1938.
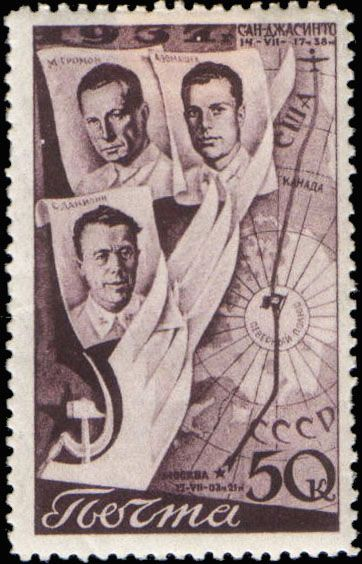
Gueorgi Baidukov , Alejandro Beliakov , Valeri Chkálov, CFA  No.599, 1938.
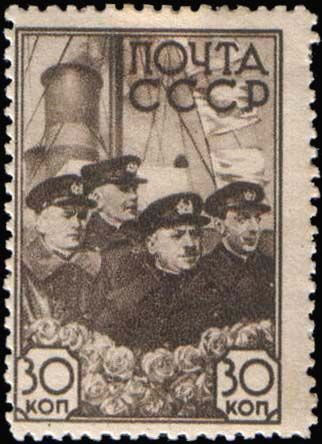
Héroes-Papaninianos. CFA  No. 605 , 1938.
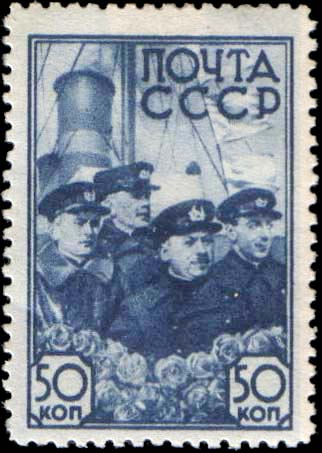
Héroes-Papaninianos. CFA  No. 605 , 1938.
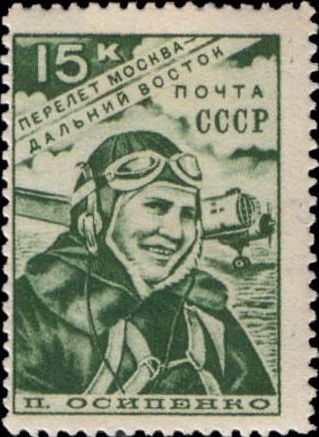
Polina Osipenko. CFA  No. 660, 1939
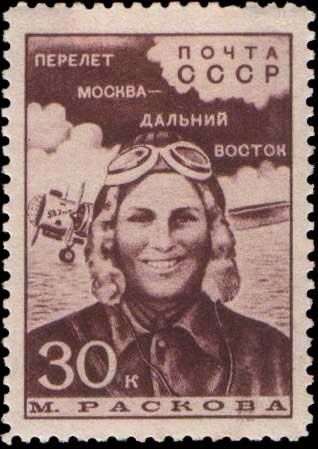
Marina Raskova. CFA  No. 661, 1939
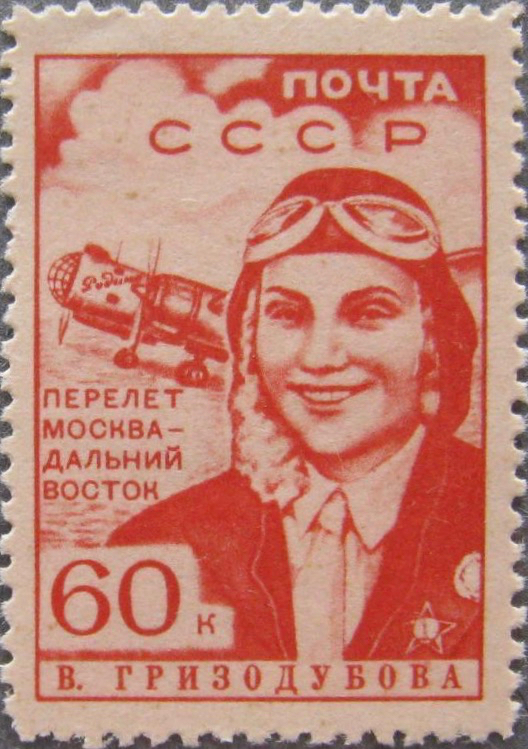
Valentina Grizodúbova. CFA  No. 662 , 1939.
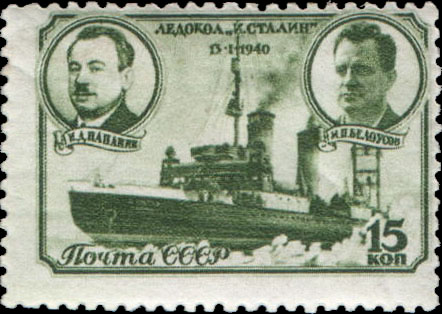
Mijaíl Beloúsov, Iván Papanin. CFA  No. 729, 1939.
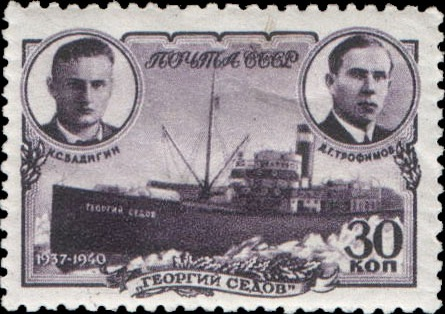
Konstantin Badigin. CFA  No. 730 , 1940.
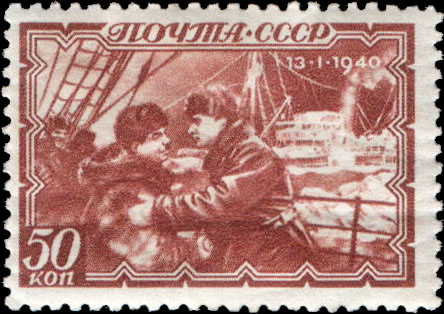
La reunión de Konstantin Badigin e Iván Papanin. CFA  No. 731 , 1940.
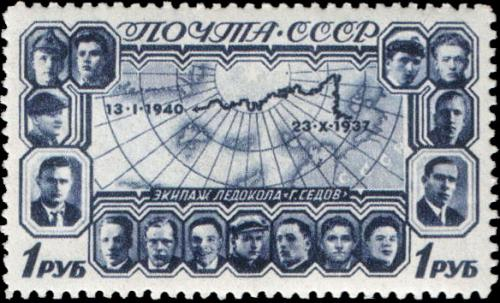
15 miembros de la tripulación del rompehielos "Gueorgui Sedov", TsFA  No. 732, 1940.

### Gran Guerra Patria
Se publicaron tres series de sellos postales de la URSS bajo el título general «Héroes de la Unión Soviética, que cayeron en la Gran Guerra Patriótica de 1941-1945». El primer número, que apareció en noviembre de 1942, contenía dos sellos con el mismo patrón, pero con diferentes colores y denominaciones, dedicados a la hazaña de Zoya Kosmodemiánskaya. Los sellos de la segunda edición, emitidos en abril de 1944, representan nuevamente a Kosmodemiánskaya y a los miembros de la organización clandestina Joven Guardia, incluidos Ulyana Gromova y Lyubov Shevtsova . Uno de los sellos del tercer número (octubre de 1944) está dedicado a las francotiradores María Polivanova y Natasha Kovshova.

### Postguerra y carrera espacial
En el período de posguerra en la Unión Soviética, se publicaron tanto sellos individuales en honor a los héroes como series completas. Representaron a algunos héroes de la Unión Soviética antes de la guerra, figuras militares y políticas que obtuvieron el título por destacar en la Gran Guerra Patria o al frente del gobierno soviético, y desde 1961, se agregaron los cosmonautas como nuevo tipo de héroe soviético. 

## Publicado por Rusia
Después de disolución de la URSS, los Héroes de la Unión Soviética continuaron apareciendo en los sellos postales de Rusia y algunas otras ex repúblicas soviéticas. 

## Publicado por República Democrática Alemana

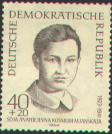
Zoya Kosmodemyanskaya Sello de la RDA
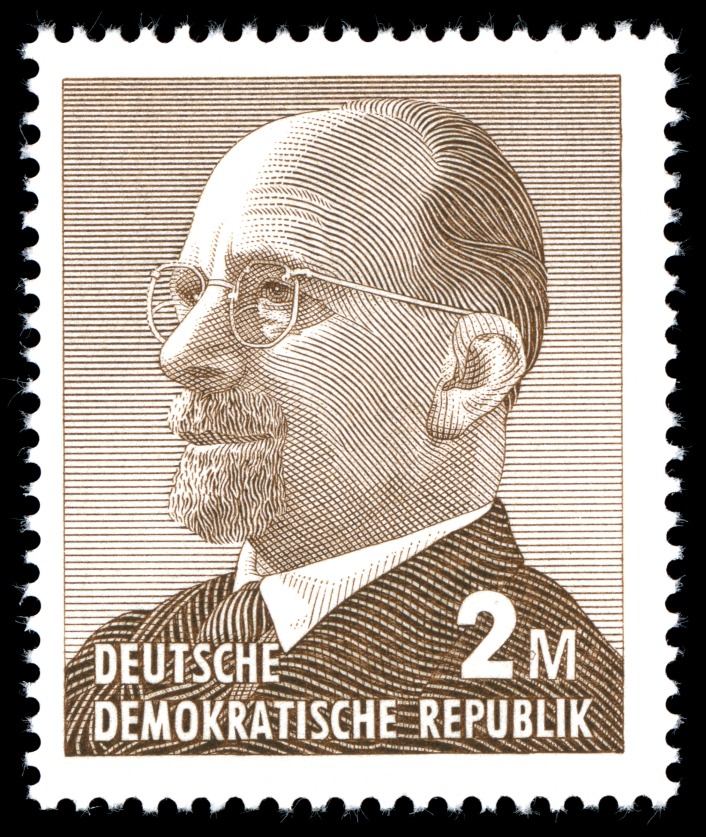
Walter Ulbricht